# Prospekt de Moscú (San Petersburgo)

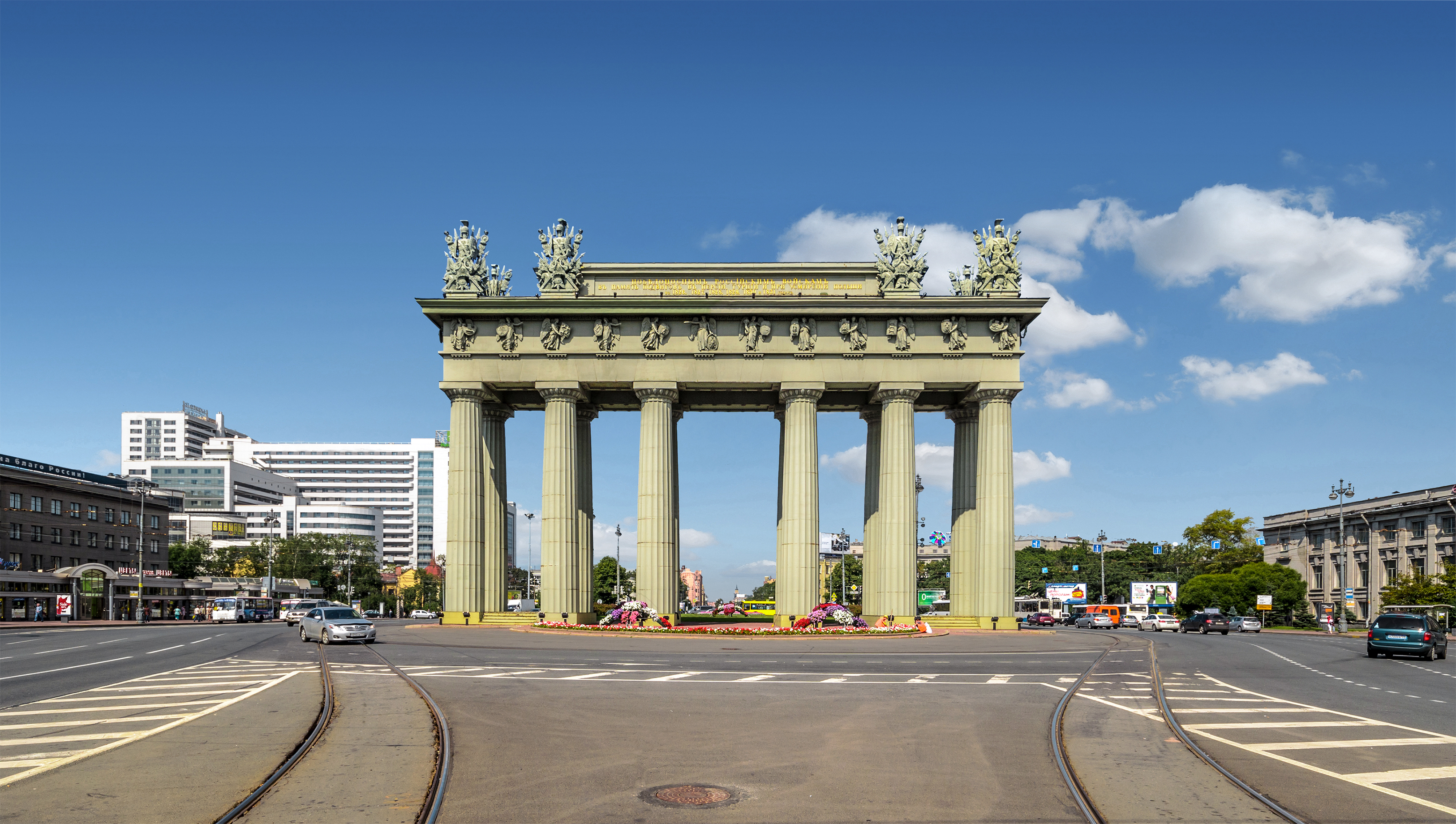
Arco de Triunfo de Moscú

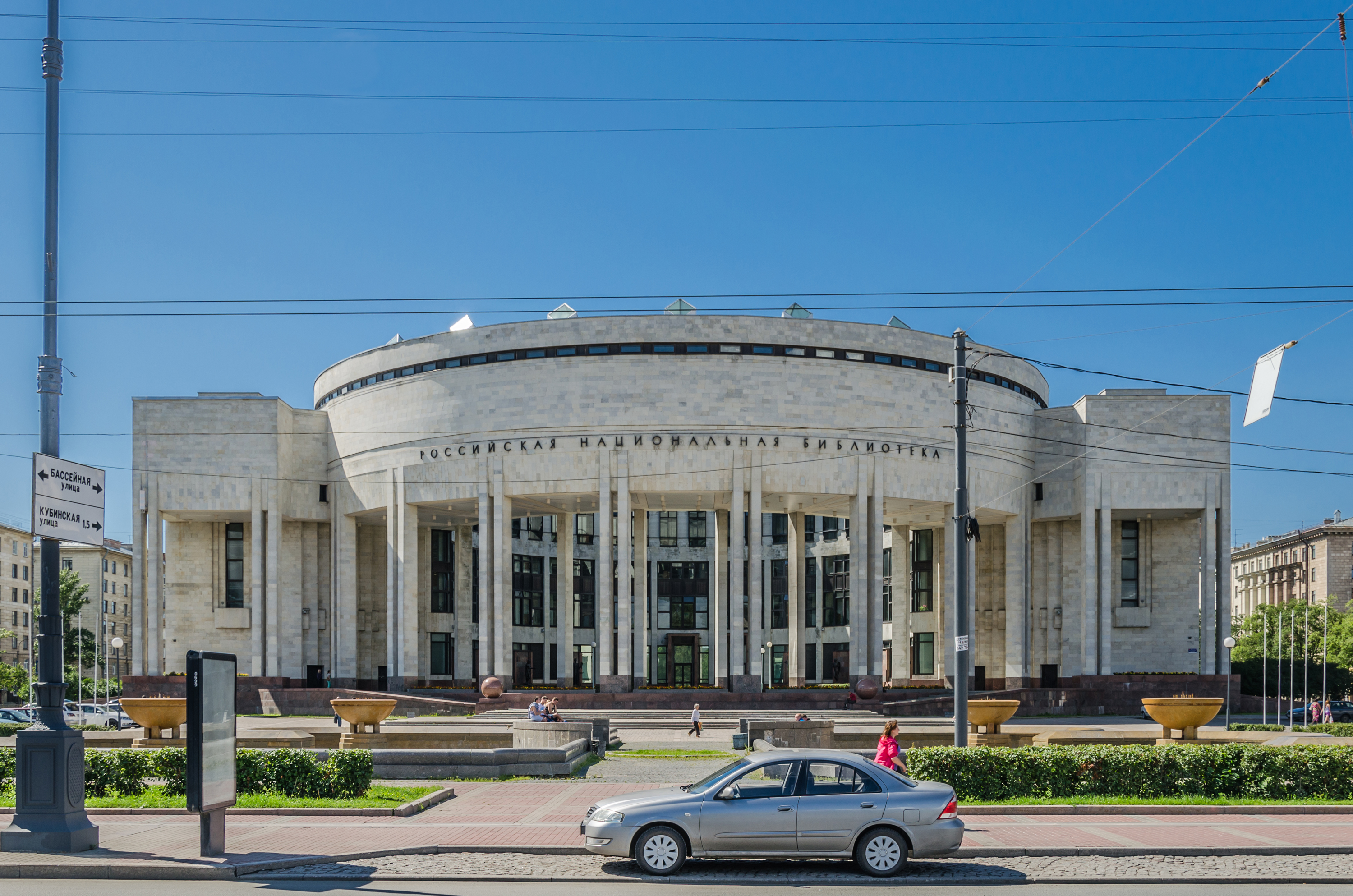
Nuevo edificio de la Biblioteca Nacional de Rusia en el Moskovski Prospekt

Moskovski Prospekt (literalmente, Avenida de Moscú) o Prospekt de Moscú es una avenida de 10 kilómetros de largo que se encuentra en San Petersburgo (Rusia). La vía recorre el camino que une la Plaza Sennaya y la Calle Sadóvaya con la Plaza de la Victoria, donde pasa a ser la Autopista de Púlkovo y la Autopista de Moscú. En este punto, cruza el río Fontanka, el Zagorodny Prospekt, el Canal Obvodny, y el Ligovsky Prospekt. Se dirige a la ciudad de Moscú.
La avenida tuvo su origen en un camino que unía San Petersburgo con Tsárskoye Seló. En los años 1770, se instalaron columnas de mármol cada verstá (aproximadamente, 1,1 km) y muchas siguen en pie hasta el día de hoy. Un dato notable de esta avenida es que coincide con el meridiano de Púlkovo. Entre los edificios históricos que se encuentran en su proximidad se encuentra el Convento Smolny y el adyacente Cementerio Novodévichi.
La avenida linda con el Parque de la Victoria, cuyo nombre se refiere a la victoria soviética en la Gran Guerra Patriótica. El Arco de Triunfo de Moscú, diseñado por Vasili Stásov y construido en 1834-38 para conmemorar la victoria en la Guerra Ruso-Turca de 1828-1829. Tras la Guerra Ruso-Turca de 1877-1878, la avenida cambió de nombre a Zabalkanski (es decir, Transbalcánica) para conmemorar el paso por los Balcanes por el ejército ruso.
En la calle se encuentra el Instituto Tecnológico Estatal de San Petersburgo, una de las instituciones de educación superior más antiguas de Rusia. El instituto fue fundado en 1828 y actualmente tiene en torno a 5.000 alumnos. Algunos de sus alumnos más célebres son Dmitri Mendeléyev, Piotr Lébedev, Aleksandr Lodygin y Abram Ioffe.
Otros edificios construidos a lo largo de la avenida fueron diseñados al ampuloso estilo estalinista.
En 1998, se inauguró el nuevo campus de la Biblioteca Nacional de Rusia.
- Datos: Q2632681
- Multimedia: Moskovsky Prospekt / Q2632681